# José Muruaga
José Muruaga (San Miguel de Tucumán, 6 de septiembre de 1984) es un baloncestista argentino que se desempeña en la posición de escolta en Asociación Mitre de La Liga Federal de Argentina.

## Trayectoria

### Clubes
| Club                        | País      | Año             |
| --------------------------- | --------- | --------------- |
| Belgrano de Tucumán         | Argentina | 2000 - 2001     |
| Central Córdoba             | Argentina | 2001 - 2002     |
| Tucumán BB                  | Argentina | 2002 - 2004     |
| Asociación Mitre            | Argentina | 2004 - 2005     |
| Estudiantes de Olavarría    | Argentina | 2005 - 2006     |
| Peñarol de Mar del Plata    | Argentina | 2006 - 2007     |
| Estudiantes de Bahía Blanca | Argentina | 2007 - 2008     |
| Peñarol de Mar del Plata    | Argentina | 2008 - 2009     |
| Quimsa                      | Argentina | 2009 - 2010     |
| Lanús                       | Argentina | 2010            |
| Tucumán BB                  | Argentina | 2011            |
| Asociación Mitre            | Argentina | 2011            |
| Talleres de Tafí Viejo      | Argentina | 2011 - 2013     |
| Asociación Mitre            | Argentina | 2014 - 2020     |
| Belgrano de Tucumán         | Argentina | 2021            |
| Estudiantes de Tucumán      | Argentina | 2021 - 2022     |
| Tucumán Básquet             | Argentina | 2022 - 2023     |
| Asociación Mitre            | Argentina | 2023 - 2024     |
| San Martín de Tucumán       | Argentina | 2024            |
| Asociación Mitre            | Argentina | 2025 - Presente |

## Selección nacional
Muruaga fue miembro de los seleccionados juveniles de baloncesto de Argentina, llegando a formar parte del plantel que disputó el Campeonato FIBA Américas Sub-18 de 2002 y el Campeonato Mundial de Baloncesto Sub-19 de 2003 entre otros torneos internacionales.